# Il misterioso signor Quin
Il misterioso signor Quin (The Mysterious Mr Quin) è una raccolta di racconti gialli scritta da Agatha Christie e pubblicata per la prima volta nel Regno Unito da William Collins & Sons il 14 aprile 1930 e negli Stati Uniti da Dodd, Mead and Company più tardi nello stesso anno. I dodici racconti hanno come protagonisti il signor Satterthwaite (che ritornerà con il cognome abbreviato in Satter nel romanzo Tragedia in tre atti) e il signor Harley Quin, misterioso personaggio che compare al momento opportuno fungendo da deus ex machina.

## Elenco dei racconti
La raccolta è composta da dodici racconti:
- È arrivato il signor Quin
- L'ombra sul vetro
- All'insegna del giullare
- La nube fatale
- Anche i croupier amano
- Alla Fine del Mondo
- Una voce nel buio
- Il volto di Elena
- L'Arlecchino morto
- L'uccello con l'ala spezzata
- L'uomo venuto dal mare
- Il sentiero di Arlecchino

## Trame

### È arrivato il signor Quin
La notte di san Silvestro il signor Satterthwaite è invitato a cena dal signor Tom Evesham e sua moglie Laura. Con loro siedono il signor Richard Conway, Alex Portal e sua moglie Eleanor. Il signor Satterthwaite è molto interessato ad Eleanor e suo marito. Nota che la donna ha tinto i capelli biondi di nero, e che suo marito sembra nutrire nei suoi confronti sia amore che paura. La conversazione del dopo cena verte sul suicidio del precedente padrone di casa, Derek Capel, che si era tolto la vita due anni prima senza un apparente motivo. Nel bel mezzo della conversazione le due donne decidono di ritirarsi a dormire, così gli uomini vengono lasciati soli con le loro supposizioni. Il discorso viene nuovamente interrotto dall'arrivo di uno straniero, il signor Harley Quin, che avendo bucato una ruota della macchina, chiede ospitalità nella casa. Il signor Quin dice di aver conosciuto il signor Capel e spinge gli ospiti a ricostruire gli eventi del giorno del suicidio. Mentre gli uomini raccontano, il signor Satterthwaite intravede Eleanor in cima alle scale che, seminascosta, ascolta la conversazione. Dal racconto emerge che il signor Capel non sembrava intenzionato a morire, anzi aveva annunciato agli amici il suo imminente fidanzamento. Poco dopo l'annuncio e poco prima di suicidarsi Capel aveva ricevuto delle lettere, un giornale, e la visita di un poliziotto che doveva restituirgli un cane che si era allontanato. Uno degli ospiti ricorda che la notizia principale contenuta nel giornale riguardava l'omicidio del signor Appleton, un uomo malvagio che perseguitava sua moglie, ritenuta colpevole di averlo avvelenato con la stricnina. In quei giorni era stato riesumato il corpo dell'uomo, ma non era stata trovata alcuna prova, fatto che aveva consentito alla moglie di Appleton di venire assolta. Quin, grazie al racconto dei presenti, arriva a una conclusione inaspettata: il signor Capel doveva essere il responsabile della morte di Appleton, e la sua fidanzata misteriosa doveva essere la vedova Appleton. Dopo aver letto l'articolo sul giornale e dopo aver visto arrivare il poliziotto, l'uomo si era sentito scoperto, perciò aveva deciso di farla finita. In seguito alle incredibili rivelazioni Quin lascia la casa, e viene seguito da Eleanor, che rivela di essere la vedova Appleton. La donna ringrazia il signor Quin per aver cancellato definitivamente i dubbi sul suo conto, che avevano inficiato il rapporto con il suo nuovo marito Alex e che l'avevano costretta a cambiare identità.

### L'ombra sul vetro
Satterthwaite si trova ospite a casa dei coniugi Unkerton insieme all'anziana Lady Cynthia Drage, il giovane maggiore John Porter, i due cacciatori Jimmy Allenson e Richard Scott, accompagnato da sua moglie Moira Scott. L'ultima ad arrivare è Iris Staverton, una donna avventurosa, che aveva avuto una relazione con il signor Scott qualche anno prima.
La casa degli Unketon è famosa per essere infestata dal fantasma del vecchio proprietario, ucciso dalla moglie e dal suo amante. I due assassini fuggendo si erano voltati indietro, scorgendo in una delle finestre il viso del morto. La macchia sul vetro è ancora visibile, nonostante i proprietari successivi si fossero dati da fare per cancellarla, arrivando perfino a sostituire i vetri. Nel pomeriggio Porter e Satterthwaite decidono di andare a vedere il vetro della casa dalla collina antistante, e ascoltano inavvertitamente un dialogo fra Richard e Iris. La sera stessa la signora Unketon annuncia di aver chiamato il vetraio per sostituire il vetro maledetto, ma quando Satterthwaite e Porter si ritrovano a passeggiare sulla collina, scorgono ancora il volto del fantasma. Sulla via del ritorno i due gentiluomini sentono due spari provenienti dal giardino vicino e giunti sul posto trovano la signorina Straverton con un fucile in mano e i cadaveri del signor Allenson, colpito al petto, e della signora Scott, colpita alla schiena. Le indagini vengono svolte dall'Ispettore Winkfield, un funzionario locale, che sospetta della signora Iris Straverton, colta quasi in flagranza di reato. Nel bel mezzo delle indagini appare il signor Quin, che guida il signor Satterthwaite alla soluzione del caso: il signor Allenson e la signora Scott erano amanti, ed erano stati colpiti dallo stesso proiettile perché si trovavano abbracciati. Il secondo sparo aveva colpito l'orecchino della signora Scott, facendolo schizzare via. La figura scorta dai due uomini sulla finestra non era il fantasma, bensì il signor Scott, che dopo aver scoperto i due amanti aveva deciso di ucciderli, facendo ricadere le colpe sulla signorina Straverton, gettando il fucile dalla finestra sul giardino.

### All'insegna del giullare
Il signor Satterthwaite si ferma nel villaggio di Kirklington Mallet, perché la sua auto ha bucato una gomma. Per ingannare il tempo decide di recarsi all'osteria "All'insegna del Giullare", dove incontra il signor Quin. Billy Jones, il proprietario della locanda, si intrattiene con gli ospiti raccontando come un anno prima una giovane donna franco canadese di nome Eleanor Le Couteau avesse comprato una grande casa nel villaggio. Proprio nello stesso periodo alla locanda soggiornava il capitano Richard Harwell, che dopo aver fatto la corte alla signorina, l'aveva sposata. Al ritorno dalla luna di miele il capitano era scomparso senza lasciare traccia, e i sospetti erano ricaduti sullo stalliere Stephen Grant. La signora Le Counteau aveva deciso di abbandonare la casa e l'aveva venduta a un milionario americano per una cifra esorbitante, poiché era inclusa tutta la sua ricca collezione di opere d'arte. Anche il giardiniere John Mathias era stato sospettato, perché era stato l'ultimo a vedere il capitano, ma poiché il corpo non era stato ritrovato, le accuse erano cadute nel vuoto e lui aveva deciso di lasciare la magione insieme a sua moglie. Quin chiede a Satterthwaite di provare a risolvere il caso attraverso dei ragionamenti. L'anziano signore ricorda che in Francia nello stesso periodo si erano verificati numerosi furti di opere d'arte per i quali era stata sospettata una famiglia di acrobati, i Clondinis. Poiché dalle indagini nulla era emerso circa il passato della signora francese, né di quello del capitano e dei giardinieri, loro potevano essere benissimo i Clodinis sotto mentite spoglie. Si tratta dunque di metodo ingegnoso per riciclare la merce rubata: poiché il capitano e il giardiniere non erano mai stati visti insieme dovevano essere la stessa persona. Il signor Setterthwaite riparte, lasciando la locanda. La figlia del locandiere, Mary Jones, innamorata di Stephen Grant, ancora non sa che bella sorpresa l'aspetta.

### La nube fatale
Il signor Satterthwaite dopo aver seguito un processo all'Old Bailey si reca nel ristorante L'Arlecchino, dove incontra il signor Quin, che si fa raccontare tutta la vicenda. Il processo riguarda il caso di omicidio di Vivien Barnaby, moglie di George Barnaby, per il quale era stato condannato un gentiluomo di campagna, il signor Martin Wilde. Il signor Wilde aveva intrapreso una relazione sia con la signora Wilde che con la figlia del medico locale, Silvia Dale. Il giorno dell'omicidio Lady Barnaby aveva scritto una lettera all'amante, che si era presentato a casa sua mentre il marito era impegnato in una partita a bridge con gli amici. Poco dopo le domestiche avevano udito lo sparo e dopo essere accorse nella stanza avevano trovato la donna morta. Tutte le parti coinvolte avevano un alibi: George Barnaby era tornato a casa dieci minuti dopo l'omicidio e Silvia Dale era alla stazione a prendere un'amica. Martin Wilde invece aveva ammesso di essere stato a casa della vittima, e di aver portato con sé una pistola, dimenticandola poi nella casa. Sotto consiglio di Quin, Satterthwaite decide di andare a trovare Luisa Bullard, una cameriera che dopo aver rilasciato le deposizioni era partita per il Canada. La cameriera conferma la sua deposizione, e confida di aver visto una macchia nel cielo a forma di mano gigante causata dal fumo di un treno. Il gentiluomo scopre poi che Luisa ha trovato un lavoro in Canada grazie al signor Barnaby, e che le è vietato scrivere lettere agli amici in Inghilterra. Satterthwaite ritorna in patria dove incontra Quin al ristorante Arlecchino. Lo scoraggiato Satterthwaite arriva alla soluzione del mistero guidato da Quin. I treni della stazione partivano a un orario diverso da quello indicato dai camerieri come l'ora dell'omicidio, quindi non era possibile che qualcuno avesse visto il fumo del treno, gli orologi dovevano essere stati manomessi. Il signor Barnaby, che si occupava di caricare gli orologi della casa, li aveva manomessi per crearsi un alibi e uccidere sua moglie. Satterthwaite riesce ad estorcere una confessione firmata a Barnaby dicendogli che la polizia è già a conoscenza dei fatti. Martin Wilde viene salvato dalla forca.

### Anche i croupier amano
Il signor Satterthwaite si trova a Monte Carlo dove incontra la contessa Czarnova accompagnata dal giovane americano Franklin Rudge. Insieme al giovane si trova anche una ragazza, Elizabeth Martin, anch'essa americana, che non nasconde la sua gelosia nei confronti della contessa. Satterthwaite incontra Quin, e gli racconta dello strano triangolo. La notte seguente al casinò si presenta Mirabelle, una diva parigina, attuale amante del re di Bosnia. La sera la contessa Czarnova si presenta al casinò e gioca forti somme alla roulette. Il signor Satterthwaite si unisce al gioco, puntando tutto sul numero 5 mentre la contessa scommette sul 6. Nonostante esca il numero 5 il croupier dà la contessa come vincente e l'anziano gentiluomo non protesta per galanteria. Poco dopo il signor Quin invita a cena Satterthwaite e Rudge, proponendogli di portare con sé la prima persona incontrata in cammino. Satterthwaite arriva con Elizabeth, Rudge arriva con la contessa, mentre Quin porta il croupier del casinò, Pierre Vaucher. Il coupier racconta la storia di un gioielliere che aveva sposato una ragazza povera che lo aveva abbandonato per riapparire due anni più tardi, carica di gioielli e abiti favolosi, per poi scomparire di nuovo lasciando l'uomo in preda all'alcolismo, dal quale si salvò solo grazie alla disciplina dell'esercito durante la prima guerra mondiale. L'uomo divenne un croupier in un casinò e la vide, i suoi gioielli erano falsi, e lei era di nuovo sull'orlo della miseria. Le passò la vincita di un gentiluomo. A questo punto la contessa scatta in piedi furiosa e dopo aver inveito contro il marito accende una sigaretta e se ne va. Vaucher si rende conto che la contessa ha acceso la sigaretta con i cinquantamila franchi della vincita, ovvero tutto ciò che le era rimasto. Il coupier lascia la cena e va a inseguire sua moglie. Rudge si rende conto che la contessa non le interessa e rivolge le sue attenzioni a Elizabeth. Quin e Satterthwaite sono soddisfatti.

### Alla Fine del Mondo
Mr Satterthwaite è in Corsica con la Duchessa di Leith. I due incontrano Naomi Carlton Smith, un giovane pittrice e cugina della contessa. I tre organizzano una gita per il giorno successivo, e poiché la contessa è una donna un po' tirchia, includono il signor Tomlinson, giudice indiano in pensione, che ha una macchina. Il giorno seguente il gruppo, dopo essere passato tra le montagne, giunge al villaggio di Coti-Chiavari, che Naomi definisce la "fine del mondo". Satterthwaite incontra il signor Quin, seduto su un masso che guarda verso il mare. L'idea del picnic viene abbandonata quando inizia a nevicare, perciò il gruppo si avvia in un rifugio dove incontra altri tre visitatori inglesi: Vyse, produttore teatrale, Rosina Nunn una famosa attrice drammatica e suo marito, il signor Henry Judd. I visitatori si siedono tutti insieme e iniziano a chiacchierare. La signora Nunn racconta di Alec Gerard, un ladro che le ha sottratto un opale in teatro. Il gioiello non fu mai ritrovato ma il giovane era stato trovato con una bella somma di denaro, e poiché non era riuscito a dare delle spiegazioni era stato ritenuto colpevole. La signorina Nunn svuota la borsa per cercare delle caramelle; e tira fuori una scatola che Tomlinson riconosce come una scatola indiana. Rendendosi conto che nessuno conosce di che si tratta Tomlinson mostra al gruppo che la scatola contiene un vano segreto. Con grande sorpresa dalla scatola viene tirato fuori l'opale. La signorina Nunn capisce che il furto è stato causato dalla sua distrazione e si impegna ad aiutare Gerard ad uscire pulito dalla storia, promuovendo le sue commedie. Naomi Smith è la più felice, infatti aveva una relazione con il giovane Alec, ed era intenzionata a suicidarsi la sera stessa. Satterthwaite e Quin si salutano sul bordo della scogliera.

### Una voce nel buio
Satterthwaite si trova in Costa Azzurra con la sua amica di infanzia Lady Barbara Stranleigh, divenuta baronessa in seguito al naufragio della nave Uralia, nel quale morì sua sorella maggiore. Lady Beatrice chiede a Satterthwaite di recarsi da sua figlia Margery Gale, che crede di essere perseguitata da una presenza paranormale. Dopo aver incontrato il signor Quin sul treno, Satterthwaite si reca ad Abbot's Mede, casa di Margery, che gli racconta delle voci che la perseguitano durante la notte. In casa sono presenti l'anziana cameriera Alice Clayton, scampata anch'essa al disastro dell'Uralia, Marcia Keane, amica di Margery, e Roley Vavasour, cugino di Margery. Lady Barbara scrive alla figlia per ringraziarla dei cioccolatini che le ha inviato, nonostante le abbiano provocato un'intossicazione alimentare. Ma Margery non ha mandato alcun regalo a sua madre, e il signor Satterthwaite inizia a capire che dietro il fantasma si nasconde un disegno più complesso volto a eliminare la baronessa e sua figlia. Roley organizza una seduta spiritica, invitando la nota spiritista madame Cassoncon, e la signora Lloyd, una medium. Dalla seduta emerge che lo spirito di lady Beatrice vuole qualcosa che le è stato tolto. Dopo essere tornato a Londra Satterthwaite scopre che Lady Barbara è morta affogata nella vasca da bagno a Abbot's Mede. Dopo aver incontrato il signor Quin in una locanda, Satterthwaite si reca di nuovo a casa Stranleigh, dove riesce a risolvere il mistero. L'anziano signore nota che la vecchia cameriera ha occhi azzurri, e capisce che non è la stessa che conosceva lui, poiché prima del disastro dell'Uralia l'aveva baciata in un corridoio, e aveva gli occhi marroni. La cameriera è in realtà lady Beatrice, che dopo aver perso la memoria nell'incidente, era stata convinta di essere la cameriera. In questo modo la spregiudicata Lady Barbara poté ereditare il titolo di baronessa. Lady Beatrice però stava riacquistando la memoria, e aveva iniziato a perseguitare le sue parenti, arrivando a uccidere la sorella. Proprio quando il caso è risolto lady Beatrice viene trovata morta a causa di un infarto.

### Il volto di Elena
Il signor Satterthwaite si reca a vedere l'opera i Pagliacci alla Royal Opera House di Covent Garden, dove incontra il signor Quin. Il gentiluomo invita l'amico a guardare la seconda parte dell'opera sul suo balconcino privato, dal quale scorgono una ragazza dal viso meraviglioso, accompagnata da un giovane biondo. Al gruppo di ragazzi si aggiunge un giovane dai capelli bruni, che sembra provocare un certo scompiglio. All'uscita del teatro Satterthwaite si trova a salvare la ragazza da una rissa scoppiata fra i due giovani. Il suo nome è Gillian West. La domenica successiva Satterthwaite si trova a Knew Gardens, dove incontra Gillian in compagnia del ragazzo biondo, Charles Burns. I giovani annunciano di essersi fidanzati, e confidano di essere preoccupati di un'eventuale reazione da parte di Philip Eastney, il ragazzo bruno del teatro, spasimante di Gillian. Satterthwaite viene invitato dalla ragazza per un tè il giovedì successivo e, inaspettatamente, rivela che Philip era rimasto contento nell'apprendere la notizia del suo fidanzamento, e aveva fatto alla ragazza due regali: una scultura di vetro e una radio. Philip aveva insistito perché la ragazza usasse la radio per ascoltare il concerto del famoso tenore Yoaschbim. La sera stessa Satterthwaite si reca al ristorante L'Arlecchino dove per caso ascolta una conversazione di Philip riguardante dei gas tossici. Il vecchio gentiluomo fiuta il pericolo e si precipita a casa di Gillian, proprio mentre il tenore sta eseguendo il suo famoso acuto capace di spaccare il cristallo. Gillian viene trascinata fuori di casa da Satterthwaite, poco dopo la scultura di cristallo si rompe sprigionando un gas fatale. Philip Eastney, dopo aver scoperto che il suo piano è fallito si getta nel fiume, suicidandosi.

### Arlecchino morto
Il signor Satterthwaite si trova in una galleria d'arte per ammirare le opere del giovane artista moderno Frank Bristow. Lo sguardo dell'anziano gentiluomo viene catturato da un quadro ritraente un Arlecchino morto disteso sul pavimento. Satterthwaite nota che la scena è ambientata in un salotto di sua conoscenza, appartenuto a Reggie Charnley, che si era suicidato quindici anni prima durante una festa in maschera. Satterthwaite decide di comprare il quadro e invita il giovane pittore a cena la sera stessa a casa sua. All'artista si unisce anche il colonnello Monckton, che era presente la sera del suicidio di Charnley. Al momento della morte dell'uomo, la sua novella sposa Alix era incinta, perciò l'unico beneficiario dell'eredità fu loro figlio. A casa di Satterthwaite giunge una visita inaspettata, si tratta della cantante Aspasia Glen, che vuole comprare il quadro di Arlecchino. Proprio durante i convenevoli però giunge la telefonata della vedova Charnley, anch'essa interessata all'acquisto dell'opera. Satterthwaite invita la vedova a casa sua, e non si sorprende quando giunge anche il signor Quin. Insieme gli ospiti rivivono la notte del suicidio e arrivano ad un'inaspettata conclusione: Reggie Charnley è stato ucciso. Il colpevole è Hugo Charnley, che non sapendo che la giovane Alix era incinta, sperava di ottenere l'eredità; per questo l'assassino si era messo in combutta con Aspasia, convincendola a mandare una lettera a Reggie dove affermava di aspettare un figlio da lui. Hugo aveva poi ucciso Reggie e lo aveva spostato in un'altra stanza inscenando un suicidio, reso credibile dalla lettera. Aspasia prima di fuggire conferma la storia e rivela di essere stata abbandonata da Hugo subito dopo l'omicidio.. L'assassino nel mentre era morto, e anche la lettera era un falso, perciò la reputazione di Reggie viene ripristinata. Alix può allontanarsi con l'artista: fra i due sembra nascere un sentimento romantico.

### L'uccello con l'ala spezzata
Satterthwaite si trova nella campagna inglese, e mentre assiste a una seduta spiritica con il tavolo rotante, vengono fuori le parole QUIN e LAIDELL. L'anziano signore, che fino a poco tempo prima era intenzionato a tornare a Londra, decide di chiamare Madge Keeley, figlia dei proprietari di Laidell per accettare il suo invito a casa loro. Durante la cena Madge annuncia il suo fidanzamento con Roger Graham. Oltre ai due fidanzati in tavola sono presenti: David Keeley, il padre di Madge, un uomo estremamente silenzioso, tanto da sembrare invisibile; Gerard e Mabelle Annesley, una coppia di sposi e Doris Coles, un'amica di Madge e la madre di Roger, la signora Graham. Satterthwaite è subito attirato dal racconto di Mabelle, che dice di aver visto nel bosco una figura simile a Satterthwaite. La donna è circondata da un alone di malinconia, tanto che l'anziano gentiluomo la immagina come un "uccello dall'ala spezzata". Dopo la cena tutti si ritirano nella loro stanze. Il mattino seguente Mabelle viene trovata morta, apparentemente suicida. L'ispettore Winkfield, giunto sul posto, si affretta a ricostruire i fatti: Madge aveva chiesto a Mabelle di tornare in cucina per recuperare il suo ukulele, quindi era stata l'ultima a vederla viva. Il signor Satterthwaite, però ricorda di aver visto del fumo proveniente dalla camera della signora Graham, e riesce a recuperare alcuni frammenti di lettere che rivelano una relazione tra Roger e Mabelle. I sospetti ricadono su Roger, che però afferma di aver lasciato definitivamente la donna la sera prima. Satterthwaite ritrova l'ukulele di Mabelle e si accorge che una corda è stata sostituita, la corda mancante è compatibile con i segni sul collo della vittima. Finalmente il giallo trova una soluzione: David Keeley, il padre di Madge, stufo di passare sempre in secondo piano, aveva deciso di uccidere la donna, sicuro che nessuno lo avrebbe notato, come sempre. Dopo che il folle colpevole viene arrestato, Satterthwaite torna a Londra in treno, e incontra Quin, col quale si rammarica per non essere riuscito a salvare Mabelle. Dopo essere stato colto dal sonno l'anziano signore si accorge che Quin è scomparso; al suo posto sta una pietra raffigurante un bellissimo uccello blu.

### L'uomo venuto dal mare
Satterthwaite è in vacanza su un'isola Spagnola. Si reca in una villa dal nome La Paz, il cui giardino, che si affaccia sulla scogliera, è aperto al pubblico. Qui l'anziano signore incontra Anthony Cosdon. L'uomo racconta a Satterthwaite che gli è stato diagnosticato un male incurabile perciò ha deciso di tornare sulla scogliera dopo tanti anni per togliersi la vita e trovare finalmente la pace. L'aspirante suicida rivela al vecchio di aver già tentato di gettarsi dalla scogliera, ma di essere stato fermato da una figura misteriosa venuta dal mare, identica al signor Quin. Il signor Satterthwaite riesce a persuadere l'uomo a non suicidarsi quel giorno e dopo essersi congedato, decide di avvicinarsi alla villa La Paz, apparentemente l'edificio è disabitato, ma dall'esterno Satterthwaite scorge una donna che lo invita ad entrare. La misteriosa dama racconta la sua storia: è arrivata nell'isola dopo il matrimonio, e ci ha vissuto un anno con il suo novello sposo prima che morisse, si trattava di un matrimonio molto infelice a causa della violenza del marito. Subito dopo essere rimasta vedova la donna aveva avuto dei brevi incontri con un inglese, dai quali era nato un figlio. Il giovane è cresciuto felice senza sapere di essere illegittimo, e la madre, visto che si è appena fidanzato, ha deciso di gettarsi dalla scogliera per salvarlo dallo scandalo. Satterthwaite convince anche la donna ad aspettare un giorno, e le raccomanda di tenere le persiane aperte. L'anziano signore torna poi all'albergo dove dà degli indizi a Cosdon sulla presenza di una signora nella villa. Il giorno dopo Satterthwaite torna a La Paz, e trova i due innamorati finalmente felici, si sposeranno e la donna si impegnerà ad evitare la morte del ritrovato compagno, cosicché possa conoscere suo figlio.

### Il sentiero di Arlecchino
Satterthwaite si trova nella casa di campagna dei Denham. John Denham è un uomo sulla quarantina che ha salvato la moglie, Anna, dalla rivoluzione russa. L'anziano signora sta passeggiando nel giardino, quando si imbatte in un sentiero chiamato "Sentiero di Arlecchino", dove incontra Quin anch'esso ospite della casa. Camminando lungo il sentiero, conosciuto anche come "Via dell'Amore", arrivano ad una ex cava. Quella sera nella casa è prevista una rappresentazione della Commedia dell'arte con due ballerini professionisti provenienti da Londra nelle parti di Arlecchino e Colombina. A cena la conversazione verte sulla storia della scomparsa della ballerina Kharsanova avvenuta nel periodo della rivoluzione. Dopo cena, giunge la notizia che i ballerini sono rimasti feriti in un incidente stradale. Il Principe Sergio Oranoff, che guidava l'auto, arriva più tardi, illeso. Anna conosce Oranoff, e sembra molto felice in sua presenza. In serata Satterthwaite scorge nel sentiero John Denham in compagnia di una ragazza del posto, Molly Stanwell. Anche Anna li vede e cerca il supporto di Satterthwaite. Per ovviare all'incidente Anna e Quin interpretano Colombina e Arlecchino. Satterthwaite riconosce, grazie alla sua passione per la danza, che Anna è in realtà la Kharsanova. Nel buio del giardino, la donna confessa all'anziano gentiluomo di aver abbandonato la danza per sposare John, ma di essere ormai decisa a fuggire con un altro uomo che la ama da sempre. La notte Oranoff aspetta di incontrare Anna, ma Satterthwaite la vede fuggire con Quin, vestito da Arlecchino. La cameriera di Anna però afferma di averla vista fuggire da sola. Preoccupati, Satterthwaite e Oranoff corrono fino alla cava dove trovano il cadavere di Anna. Quin rivela a Satterthwaite che può vedere cose che gli altri non possono, e poi si allontana con calma.

## Edizioni
- Agatha Christie, Il misterioso signor Quin, traduzione di Grazia Maria Griffini, collana Oscar Mondadori, Mondadori, 1995,  p. 268, ISBN 88-04-39757-8.